# Ouyang Nana
Dans ce nom chinois, le nom de famille, Ouyang, précède le nom personnel Nana.
Ouyang Nana, (chinois simplifié : 歐陽 ; pinyin : Ōuyáng Nànà) née le 15 juin 2000 à Taipei, est une violoncelliste, musicienne et actrice taïwanaise basée en Chine.

## Biographie

### Jeunesse et formation
Elle est née à Taipei. Elle est acceptée dans le programme de musique du collège de l'université normale nationale de Taïwan (en).
En 2013, elle commence à fréquenter le Curtis Institute of Music à Philadelphie, mais elle part en 2015 pour se concentrer sur sa carrière.
En septembre 2018, elle reprend ses études au Berklee College of Music et obtient son diplôme en 2024.

### Carrière musicale
Elle signe ensuite avec Universal Music et sort son premier album classique en solo. En 2018, elle se produit lors de la cérémonie de remise des prix du Breakthrough Prize 2018, où elle interprète une reprise de « See You Again » aux côtés du rappeur américain Wiz Khalifa.

### Carrière d'actrice
En 2015, le film Po feng de Dante Lam est son premier succès, pour lequel elle est nommée « Meilleur second rôle féminin » au Festival international du film de Macao.
En 2016, elle et Jackie Chan ont collaboré sur le film Bleeding Steel.

### Vie personnelle
En mars 2021, elle annonce son soutien aux Ouïghours, après les violations des droits de l'homme des Ouïghours dans les camps d'internement du Xinjiang.
En 2024, elle soutient une déclaration de Télévision centrale de Chine en faveur de l'unification chinoise.

## Filmographie

### Cinéma
- 2015 : Po feng : Chen Yiqiao
- 2016 : Mission Milano : Luo Jiaxin
- 2017 : Bleeding Steel : Nancy